# Filamento di Perseo-Pegaso
Il Filamento di Perseo-Pegaso (o Catena Perseo-Pegaso), situato in direzione delle omonime costellazioni, è un filamento di galassie.
Fu scoperto nel 1985 da David Batuski e Jack Burns dell'Università del New Mexico ad Albuquerque.
Si estende per una lunghezza di circa 300 Megaparsec.
Il filamento comprende il Superammasso di Perseo-Pegaso, si connette al Superammasso dei Pesci-Balena e, insieme al Filamento di Pegaso-Pesci, la Regione dello Scultore, il Superammasso dell'Idra-Centauro e il Superammasso della Vergine, concorre a costituire il Complesso di superammassi dei Pesci-Balena.
È formato da 16 ammassi Abell (Abell 71, Abell 262, Abell 347, Abell 426, Abell 2572, Abell 2589, Abell 2593, Abell 2618, Abell 2622, Abell 2625, Abell 2626, Abell 2630, Abell 2634, Abell 2657, Abell 2666 e Abell 2675) e 4 ammassi di galassie non Abell (ZW 0003+32, ZW 2336+20, ZW 2339+14 e ZW 2349+16).
| Nome ammasso                           | R.A.          | Dec.           | Redshift (z) | Distanza (milioni a.l.) | Galassia più luminosa    |
| Abell 71                               | 00h 37m 45.7s | +29° 35′ 29″   | 0,0724       | 910                     |                          |
| Abell 262                              | 02h 12m 46.6s | -06° 17′ 88.3″ | 0,01742      | 219                     | NGC 708                  |
| Abell 347                              | 02h 25m 50.9s | +41° 52′ 30″   | 0,0184       | 234                     | NGC 910                  |
| Abell 426                              | 02h 13m 05.4s | -06° 21′ 30.3″ | 0,0179       | 230                     | NGC 1275                 |
| Abell 2572                             | 23h 18m 23.6s | +18° 44′ 25″   | 0,0403       | 510                     | NGC 7578A                |
| Abell 2589                             | 23h 23m 53.5s | +16° 48′ 32″   | 0,0414       | 523                     | NGC 7647                 |
| Abell 2593                             | 23h 24m 20.2s | +14° 39′ 04″   | 0,0413       | 522                     | NGC 7649                 |
| Abell 2618                             | 23h 33m 48.4s | +23° 00′ 35″   | 0,0705       | 885                     |                          |
| Abell 2622                             | 23h 35m 05.0s | +27° 22′ 12″   | 0,0620       | 781                     | 2MASX J23350151+2722203  |
| Abell 2625                             | 23h 36m 08.2s | +20° 37′ 23″   | 0,0609       | 767                     |                          |
| Abell 2626                             | 23h 36m 30.3s | +21° 08′ 33″   | 0,0553       | 698                     | IC 5338                  |
| Abell 2630                             | 23h 37m 31.8s | +15° 49′ 37″   | 0,0667       | 838                     | 2MASX J23374968+1552462  |
| Abell 2634                             | 23h 38m 25.7s | +27° 00′ 45″   | 0,031385     | 396                     | NGC 7720                 |
| Abell 2657                             | 23h 44m 51.0s | +09° 08′ 40″   | 0,0402       | 508                     | 2MASX J23443040+0915499  |
| Abell 2666                             | 23h 50m 56.2s | +27° 08′ 41″   | 0,026825     | 338                     | NGC 7768                 |
| Abell 2675                             | 23h 55m 33.4s | +11° 25′ 42″   | 0,0713       | 894                     |                          |
| ZW 2339+14 o ZwCl 9031 (o YSS2008 424) | 23h 41m 50.5s | +15° 02′ 38″   | 0,0664       | 835                     | SDSS J234137.53+150506.3 |